# خوشدون
خوشدون، روستایی از توابع بخش مرکزی شهرستان اراک در استان مرکزی ایران است.
خوشدون در شمال شهر اراک و در فاصله ۳۲ کیلومتری این شهر قرار دارد.
مردم این روستا به زبان فارسی صحبت می‌کنند.
از مناطق گردشگری آن می‌توان از یخچال، تپه خوشدون، حمام سنتی و قنات نام برد. شغل غالب مردمان روستا کشاورزی و دامپروری می‌باشد
در این روستا یک واحد صنعتی با نام گروه صنعتی مصلح که در زمینه صنعت خودرو و هوایی و اخیرا لوازم خانگی فعالیت میکند. لازم به ذکر است در این روستا یک پنل خورشیدی هم وجود دارد که به دست یکی از اهالی بنا شده و برق تولید میکند.«شایعه شده» 
آب و هوای این روستا گرم و خشک است
متاسفانه در سال های اخیر به علت کمبود آب و نبودن امکانات مناسب روز به روز از جمعیت این روستا کاسته و به شهرها نقل مکان می کنند, دیگر مشکل روستا در بحث اینترنت است. 
مشکل آب روستا با قرار دادن آب تصفیه در مرکز روستا برای مردم تا حدی رفع شده است. 

## جمعیت
این روستا در دهستان داودآباد قرار دارد و براساس سرشماری مرکز آمار ایران در سال ۱۳۸۵، جمعیت آن ۴۰۶ نفر (۱۳۳خانوار) بوده‌است.